# 拍頻振盪器
拍頻振盪器 或稱作 BFO 是一種可產生聲頻的振盪器，常見在無線接收機中，可用來將摩斯電碼無線電報(CW)的信號轉換成可聽見的聲音。BFO揚聲器中可聽見的音頻是來自外差式電路的中頻信號或者拍頻頻率所生成。BFO同時用來重建單旁波信號中"遺失"的另一個旁波帶信號，應用在單旁波 (SSB)的解調變中。BFO同時也常應用在使用等幅電波與單旁波帶信號的短波通訊接收機以及業餘無線電電台中。
拍頻振盪器是范信達在1901年發明的。出現在首次應用外差式原理的外差式接收機中。